# Adelaide av Savojen
Adelaide de Maurienne av Savojen (franska: Adélaïde de Maurienne [a.de.la.id də mɔʁjɛn]
 ( lyssna); italienska: Adelaide di Savoia), född 1092 i Maurienne i Frankrike, död 10 november 1154 i Paris i Frankrike, var en fransk drottning, gift med kung Ludvig VI av Frankrike. 

## Biografi
Adelaide var dotter till Humbert II av Savojen och Gisela av Burgund, bror/systerdotter till påven Callixtus II och styvdotter till Renier I av Montferrat och blev gift 1115. 
Drottning Adelaide beskrivs som ful och religiös. Hon var bland de mest politiskt aktiva av alla Frankrikes medeltida drottningar; officiella dokument listade inte bara hennes makes utan även hennes regeringsår. 
Som änka gick hon inte i kloster, vilket drottningar förväntades göra under denna tid, utan gifte om sig med Matthieu I de Montmorency och var fortsatt aktiv vid franska hovet. Hon gick i kloster, Abbaye de Montmartre, 1153.

## Barn
1. Ludvig VII av Frankrike, (1120-1180)
2. Constance av Frankrike (grevinna av Toulouse)
3. Filip, omkring 1130